# Christiane Peschek

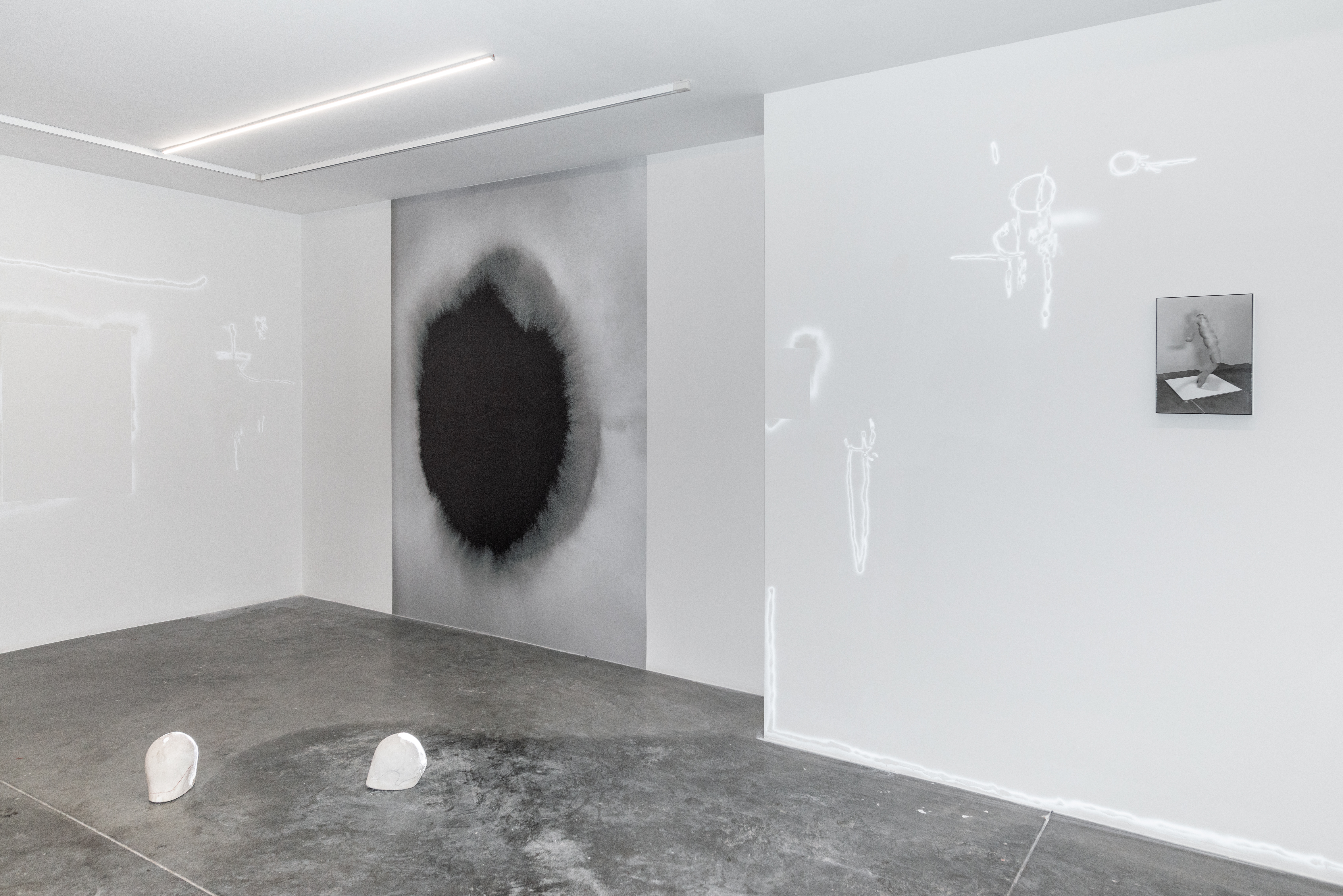
Pohled na výstavu Artificial Bloom, Sanatorium Istanbul

Christiane Peschek (* 10. dubna 1984, Salcburk) je rakouská umělkyně, fotografka a spisovatelka.

## Životopis
Peschek vyrostla v Salcburku a studovala na Univerzitě užitého umění ve Vídni a na Akademii výtvarných umění ve Vídni. Byla zakladatelkou a uměleckou ředitelkou 280A Artist Association, mezinárodní asociace mediálních umělců zaměřených na postfotografickou praxi. V roce 2018 získala 280A cenu UNSEEN Tesla Art Trail Award. Spolu s Ernstem Limou pracuje na zvukových instalacích a hudebních performancích, které se zabývají vztahem mezi tělem a obrazovkou.
Peschek v rozhovoru popsala svou práci jako pohyb mezi emočním odcizením a genderově neutrální produkcí obrazu v rozšířeném virtuálním prostoru. Ve svých někdy velkoformátových portrétech, které vždy zobrazují samotnou umělkyni, odkazuje k „internetovému pohledu“, pohledu na sebe, který má být interpretován jako pokračování ženského pohledu.
Na výstavě Bouřlivé počasí v Kunstraum Niederösterreich a Centre Culturel Suisse Paris ukázala instalaci o měnícím se významu mraků v post-internetovém věku. V interakci s technologiemi blízkými tělu, jako jsou chytré telefony a iPady, zkoumala vztah mezi tělem a obrazovkou pomocí povrchu dotykových obrazovek. V interaktivní práci EDEN založené na prohlížeči Christiane Peschek posouvá tělesnost do nitra smartphonu a řeší tak genderově neutrální rozšíření fyzického těla. Dílo bylo k vidění v rámci výstavy „Welcome to Paradise“ v roce 2021 na NRW-Forum v Düsseldorfu.
Prvky posthumanismu, čistého feminismu a čistého spiritualismu lze nalézt v mnoha dílech umělkyně. Kromě digitálních médií se od roku 2015 věnuje také práci s tělesnými pachy a parfémy, které přináší do výstavních prostor.
Díla Christiany Peschek byla mezinárodně vystavena v galeriích a institucích, jako je Dům umění (Štýrský Hradec), NRW-Forum Düsseldorf, Museum Marta Herford, Benaki Museum Athens a MAK Vienna. Získala několik mezinárodních ocenění, včetně ceny Emergentes DST Honorary Photography Award. V roce 2019 získala státní grant na uměleckou fotografii od rakouského spolkového kancléřství. V roce 2022 obdržela Cenu Theodora Körnera za umění. Její díla jsou ve sbírkách jako Belvedere 21, sbírka umění ING DiBa, Museum der Moderne Salzburg a Akademie výtvarných umění ve Vídni.

## Publikace
Fotokniha Invisibles z roku 2015 je první fotoknihou Christiany Peschek, kterou vydalo nakladatelství Einem Books. Její první svazek textů s názvem Fields of Ares vyšel v rámci výstavy Fields of Ares v Salzburger Kunstverein. V roce 2021 vyšla vlastním nákladem kniha EDEN, průvodce virtuální věčností. Následující rok EDEN vyšel v němčině a španělštině argentinským nakladatelstvím SED Editions. V roce 2022 vydala Christiane Peschek knihu OASIS - Lázeňský čtenář v Sanatoriu Istanbul.

## Galerie

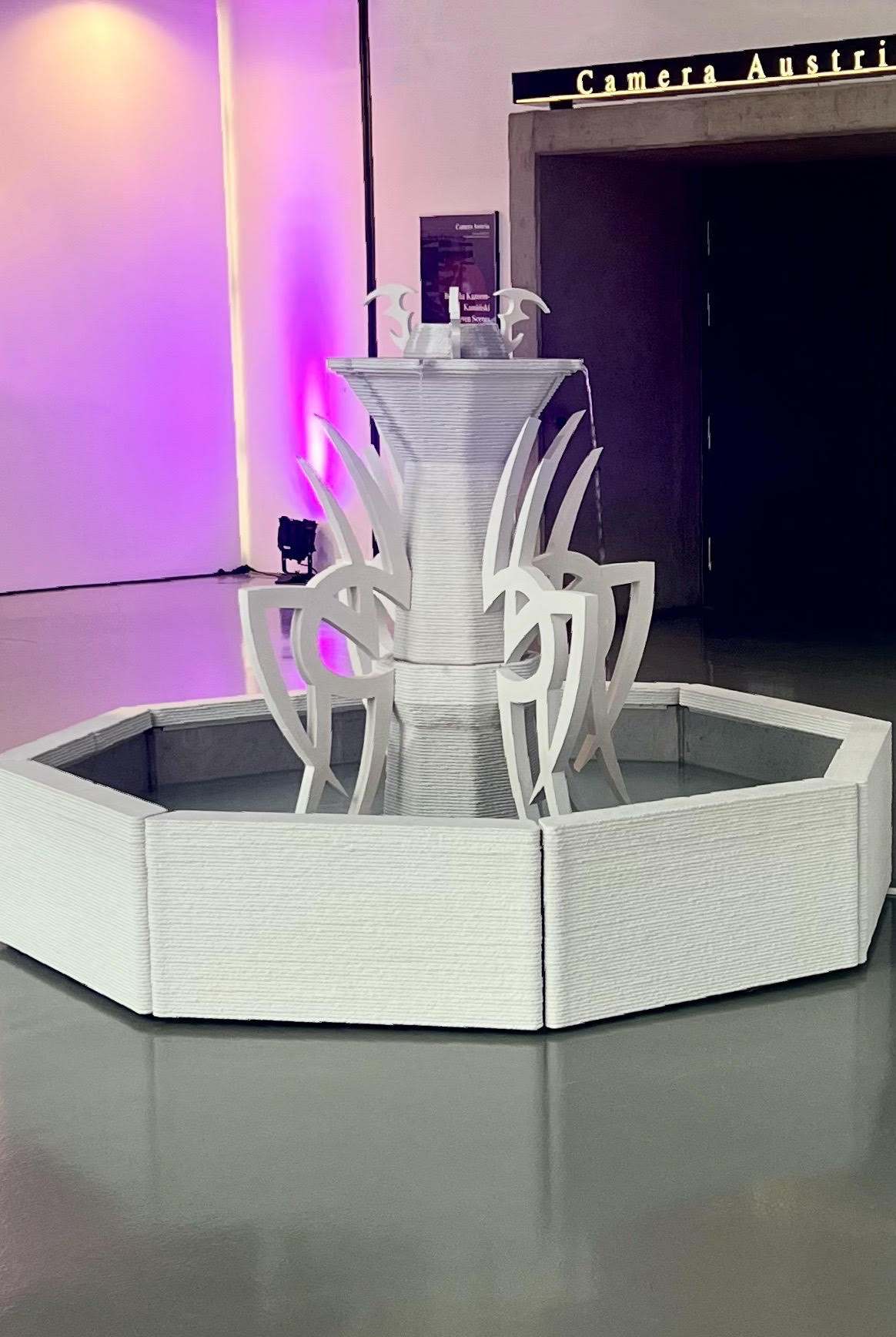
3D-Druck Brunnen Installation, Sanatorium Istanbul at Parallel Vienna, Istanbul 2021
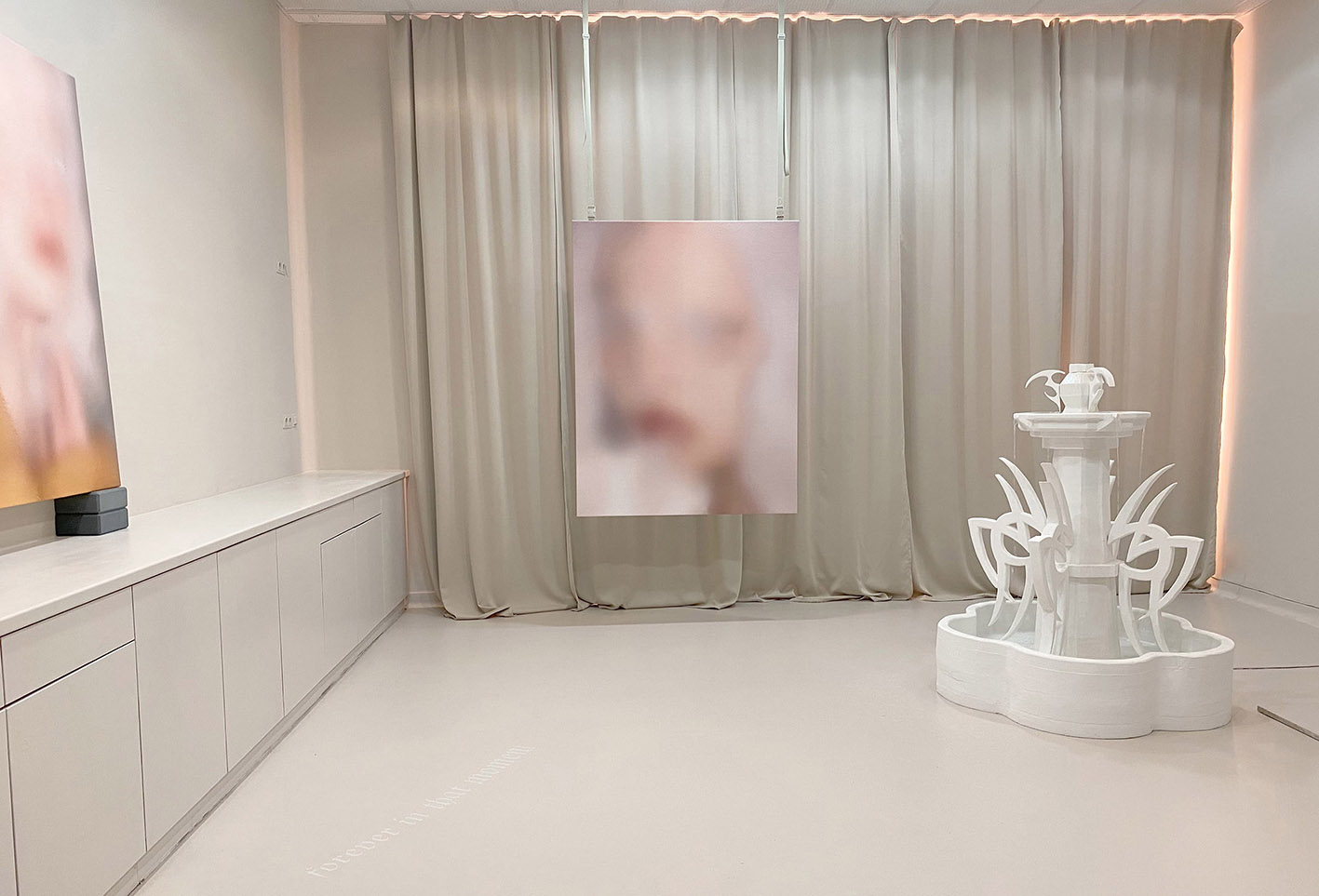
Selbstportrait auf Polarfliess, 3D-Druck Brunnen mit Kuss-Geruch, Sanatorium Istanbul at Parallel Vienna, Istanbul 2021